# Бала Назаров
Бала Сархуш оглы Назаров (азерб. Bala Sərxuş oğlu Nazarov; 10 августа 1921, Балаханы — 2005) — азербайджанский хирург, Кандидат медицинских наук, Заслуженный врач Азербайджанской ССР.
Бала Назаров родился в 1921 году в городе Баку, село Балаханы, Азербайджанской ССР.
Его семья была одной из многих семей пострадавших во время сталинских репрессий. Отец и дядя были объявлены врагами народа и были осуждены на 10 лет лишением свободы, каждый, а двое дядей с материнской стороны были расстреляны. В связи с этим молодые годы были полны трудностей.
Несмотря на это, в 1939 году он поступил на лечебно-профилактический факультет Азербайджанского медицинского института, который окончил в 1943 году.
С 4-го курса института начал работать как хирург в бассейновой поликлинике имени «Парижской коммуны» Каспийского Морского управления здравоохранения.
После окончания института работал главным врачом амбулатории № 5 в Балаханах, а также врачом ординатором в бассейновой больнице.
С целью создания в горных районах хирургических отделений, 1946—1948 годах Министерством Здравоохранения республики Бала Назаров был отправлен в Гедабекский и Лерикский районы Азербайджана.
Обладая высокими организаторскими способностями, в 1950-м году Бала Назаров был назначен заведующим Лерикского районного отдела здравоохранения. В сельсоветах Шингядулан и Вери добился открытия больниц на 25 коек.
В 1951 году Бала Назаров был назначен главным врачом Бакинской городской объединенной больницы № 5. В 1955 году на базе этой больницы была создана медико-санитарная часть № 13, (ныне городская объединенная больница № 26, пос. Мардакян), где продолжал работать руководителем.
В 1966 году был назначен главным врачом городской клинической больницы № 1 им. Семашко, (ныне Клинический Медицинский Центр). Под его руководством вместо совершенно непригодных бараков, построенных в 1915 году, были построены новые, ныне действующие корпуса.
С 1988 по 1996 года работал главным врачом поликлиники им. «Закфедерации», а с 1996 до конца жизни врачом хирургом в поликлинике при Каспийском пароходстве.
В 1964 году Бала Назарову было присвоено почетное звание Заслуженного врача Азербайджана. В 1975 году в городе Тбилиси защитил диссертацию на соискание ученого звания, кандидата медицинских наук.

За большие заслуги в развитие здравоохранения, Указом Президиума Верховного Совета СССР, был награждён Орденом «Трудового Красного Знамени», как участник Великой Отечественной войны награждён медалью «За победу над Германией» и другими медалями.
Скончался в 2005 году.
До конца жизни отличался любовью к Родине, добротой и заботой о людях.